# Podagrion variabilis
Podagrion variabilis is een vliesvleugelig insect uit de familie Torymidae. De wetenschappelijke naam is voor het eerst geldig gepubliceerd in 1953 door Jean Risbec.